# Prostomis schlegeli
Prostomis schlegeli is een keversoort uit de familie Prostomidae. De wetenschappelijke naam van de soort is voor het eerst geldig gepubliceerd in 1884 door Olliff.